# Curtiss F9C Sparrowhawk

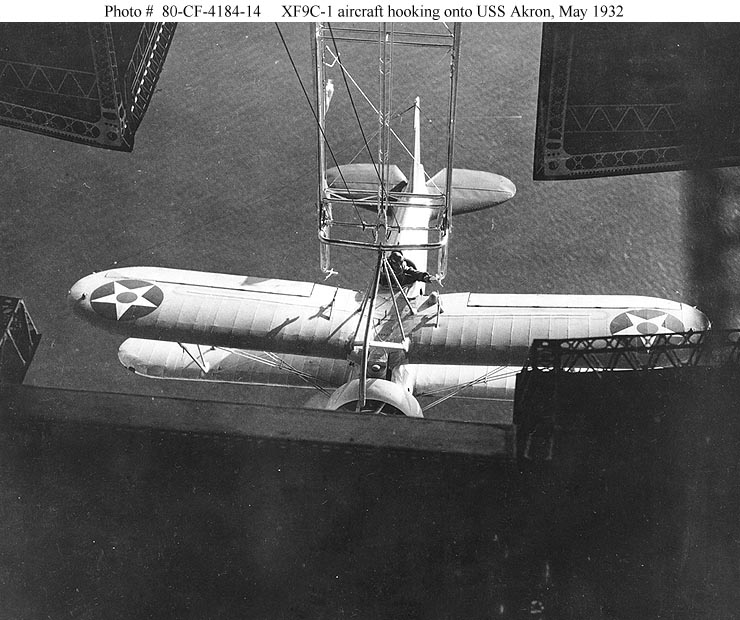
Il prototipo XF9C_1 in fase di agganciamento
(Vista dall'interno dell'hangar del dirigibile
ZRS-4 USS Akron, maggio 1932.

Il Curtiss Model 58 F9C-2 Sparrowhawk (Sparviero in italiano) era un biplano da caccia parassita prodotto dall'azienda statunitense Curtiss Aeroplane and Motor Company negli anni trenta. La sua particolarità è quella di essere stato l'unico velivolo progettato per operare imbarcato su dirigibili.

## Tecnica
L'F9C Sparrowhawk era un piccolo biplano caratterizzato da struttura metallica, carrello fisso e motore radiale ed era stato realizzato in base ad una specifica del US Navy del maggio 1930 per un piccolo caccia imbarcato su portaerei. La Curtiss ricevette l'ordine il luglio successivo, ed il primo prototipo, designato XF9C-1 (Model 58 con la designazione interna della casa), venne consegnato nel marzo 1931. Nei 5 mesi di prove seguenti, il piccolo velivolo e i suoi due concorrenti, l'Atlantic-Fokker XFA-1 e il Berliner-Joyce XFJ-1 non si rivelarono all'altezza delle aspettative della US Navy che cancellò il programma. Le dimensioni ridotte rendevano le prestazioni del velivolo complessivamente inferiori a quelle dei caccia imbarcati contemporanei.
Le piccole dimensioni che avevano determinato il fallimento del suo impiego sulle portaerei si rivelarono determinanti nel suo impiego sui dirigibili. Infatti l'F9C era infatti tra i pochi velivoli in grado di essere recuperato attraverso i portelloni delle grandi aeronavi ZRS-4 USS Akron e ZRS-5 USS Macon allora in costruzione. Iniziò quindi per il prototipo una nuova fase di test, in cui venne dotato di un gancio montato sopra l'ala superiore, in modo da poter essere sganciato e recuperato da un dirigibile, attraverso un trapezio estensibile. La prima prova venne eseguita con successo dallo zeppelin ZR-3 USS Los Angeles il 17 ottobre 1931, pertanto l'F9C divenne parte integrante dello sviluppo dei due nuovi dirigibili ZRS-4 e ZRS-5.
Occorre ricordare che simili prove erano già state effettuate dai britannici negli anni venti, con i dirigibili HMA 23 ed R33, ma restarono test isolati.

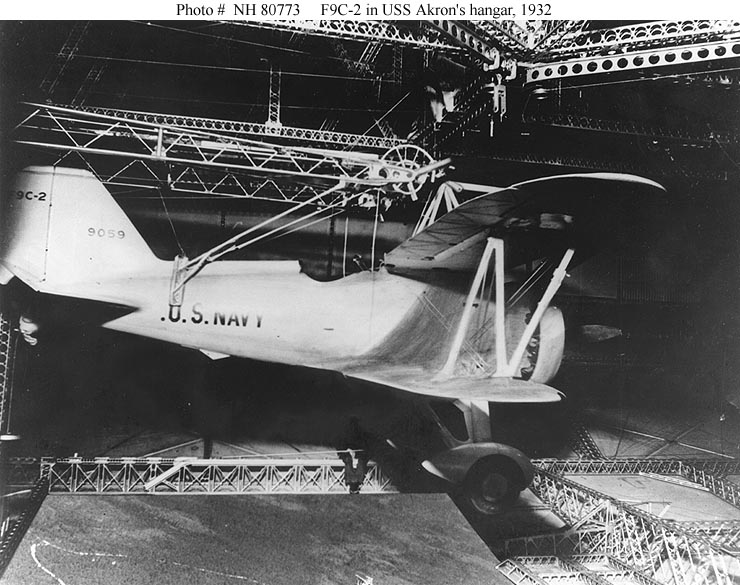
F9C all'interno dell'hangar del dirigibile ZRS-4 USS Akron.

Visti i test positivi la Curtiss su privata iniziativa iniziò lo sviluppo di una versione modificata del velivolo, designata  XF9C-2 e che differiva dal precedente prototipo per un carrello semplificato. 
I 6 velivoli di serie, destinati F9C-2 ordinati dall'US Navy (i grandi dirigibili rigidi statunitensi erano infatti di competenza della marina) si differenziavano da entrambi i prototipi, presentando l'ala superiore a gabbiano, anziché un'ala dritta collegata direttamente alla fusoliera. Il primo volo del primo velivolo di serie è del 14 aprile 1932, e dal 29 giugno iniziò l'impiego operativo sul dirigibile ZR-4 USS Akron, dove fino a 4 velivoli potevano essere contenuti nell'hangar interno. I restanti velivoli (con ulteriori piccole modifiche) vennero tutti consegnati entro il settembre dello stesso anno.
L'anno successivo, i velivoli non si trovavano a bordo dell'aeronave ZR-4 il giorno del disastro 4 aprile 1933. Vennero quindi riassegnati allo ZR-5 USS Macon. Tra il 1933 ed il 1935 i piccoli caccia vennero utilizzati in diverse esercitazioni, venne anche sperimentata la rimozione del carrello del velivolo per sostituirlo con un serbatoio ausiliario da 114 l, in modo da estendere la loro autonomia. L'impiego degli F9C sui dirigibili era infatti maggiormente orientato alla ricognizione, piuttosto che ai compiti di scorta veri e propri.
Sull'USS Macon come insegna di questo peculiare reparto venne adottato un cerchio blu con due trapezisti, proprio perché il piccolo velivolo veniva lanciato e recuperato attraverso un trapezio. Tale insegna compariva sulle fusoliere dei caccia.

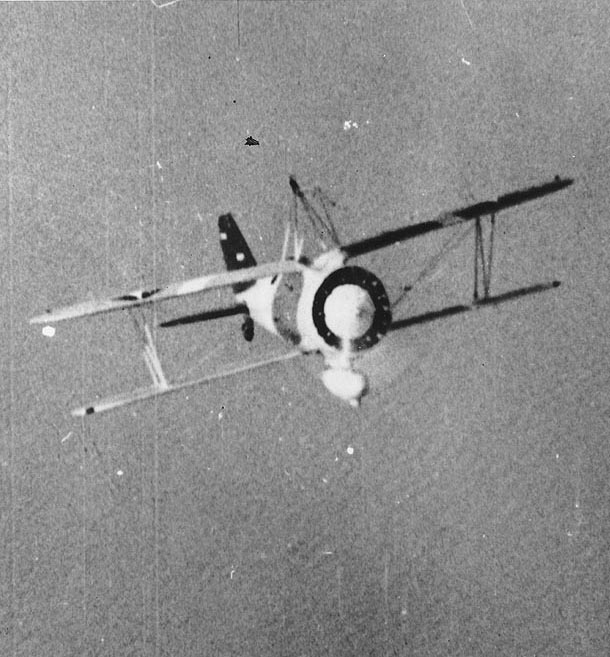
Il serbatoio ausiliario che sostituiva il carrello.

Anche il dirigibile ZR-5 USS Macon incontrò la stessa sorte dell'aeronave gemella il 12 febbraio 1935, nell'incidente rimasero distrutti anche i 4 F9C che erano a bordo. I due velivoli di serie rimasti vennero impiegati per scopi ausiliari e di collegamento, uno fino al 1937 e l'altro fino 1940. Quest'ultimo (matricola 9056) venne destinato allo Smithsonian Museum, da qui venne poi trasferito al National Museum of Naval Aviation situato presso la Naval Air Station Pensacola, in Florida (USA). I due prototipi vennero smantellati, l'XF9C-1 nel 1935, e l'XF9C-2 nel 1936.

## Esemplari attualmente esistenti
L'unico esemplare ancora esistente è esposto nelle sale del National Air and Space Museum gestito dallo Smithsonian Institution e situato a Washington (USA).

### Riviste
- (EN) Norman Polmar, Flying from the Clouds, in Naval History, vol. 21, n. 5, Annapolis, Maryland, United States Naval Institute, ottobre 2007,  pp. 12-13, ISSN 1042-1920 (WC · ACNP).